# Louise Bourque
Louise Bourque est une cinéaste expérimentale acadienne née le 2 février 1963 à Edmundston, au Nouveau-Brunswick. Elle a réalisé plus d'une douzaine de films qui ont marqué le cinéma expérimental canadien et est une des rares femmes à pratiquer cette forme cinématographique depuis la fin des années 1980. Louise Bourque a enseigné les études et la production cinématographiques au Emerson College, à l'Université Concordia ainsi qu'à la School of the Museum of Fine Arts à l'Université Tufts ainsi qu'à l'Université de Boston, où elle a vécu plus d'une dizaine d'années. Dans les années 2000, elle revient s'installer au Canada, où elle vit aujourd'hui à Montréal. Sa carrière a été célébrée par une rétrospective à la Cinémathèque québécoise (2021) et d'une monographie, publiée par l'Institut canadien du film.

## Biographie
Louise Bourque prend goût au cinéma pendant ses études en journalisme à l'Université de Moncton, où elle assiste à un cours sur l'histoire du cinéma muet donné par le Père Maurice Chamard,,.
Active dans la scène culturelle acadienne, elle entretient un lien étroit avec la poésie et l'art contemporain locaux et côtoie plusieurs figures majeures comme Rose Després, Herménégilde Chiasson et Gérald Leblanc,. C'est d'ailleurs à partir des écrits de ce dernier qu'elle coréalise une première œuvre vidéo avec la complicité du poète Daniel Dugas et du musicien Jean-Pierre Morin (1985). Elle nourrit un attachement profond à la littérature acadienne, dans laquelle elle retrouve son désir d'évasion et sa volonté de « célébrer les émotions de la vie ».
Animée par le désir de laisser place à sa créativité, elle déménage à Montréal en 1987 pour entamer des études à l'École de cinéma Mel-Hoppenheim de l'Université Concordia. Elle y fait une rencontre déterminante avec la réalisatrice et professeure Marielle Nitoslawska, qui l'initie aux techniques de création expérimentales et lui fait découvrir un vaste corpus d'art vidéo et de films expérimentaux,.
C'est dans le cadre de ses études qu'elle réalise son tout premier film, Jolicœur Touriste (1989), un court métrage sélectionné dans de nombreux festivals internationaux (Prix du meilleur film expérimental au Festival international du film de Melbourne). À travers une narration fragmentée, ce film dramatique dépeint un personnage masculin qui lutte pour s'extirper des contraintes d'un isolement à la fois physique et psychique, imposé par la vie urbaine. Le film, réalisé à partir d'un scénario, de scénarimages, d'un acteur et d'une petite équipe, est un rare exemple de production cinématographique traditionnelle dans sa filmographie.
Puis, en 1990, Louise Bourque décide de poursuivre sa formation en production cinématographique à la maîtrise, à l'École de l'Art Institute of Chicago. Elle y termine son deuxième court métrage, Just Words (1991), un collage rassemblant des extraits du monologue dramatique Not I de Samuel Beckett (1972) performés par une bouche désincarnée, entrecoupés d'images de sa mère tirées de films familiaux. Cette œuvre marque l'entrée du réemploi dans sa pratique.
Ses réalisations ont fait l'objet de plusieurs rétrospectives, notamment à la Galerie d'art de l'Université Mount Saint Vincent à Halifax (2002), au Flaherty Film Seminar (2004) au Festival Images de Toronto (2009), au Festival international du cinéma francophone en Acadie à Moncton (2012) ainsi qu'à la Cinémathèque québécoise à Montréal (2021). Ses œuvres ont également été présentées dans de prestigieux musées et galeries du monde entier, notamment au Musée des civilisations et au Musée national des beaux-arts du Québec, à la National Gallery of Art à Washington, DC, au Museum of Modern Art ainsi qu'à la Biennale du Whitney Museum of American Art à New York. Projetés dans plus d'une cinquantaine de pays, ses films ont également été diffusés sur les ondes télévisuelles de PBS et de Sundance Channel aux États-Unis, ainsi qu'à Télé-Québec au Québec et sur SBS en Australie.
En 2017, elle illustre les textes du 13e numéro de la revue acadienne de création littéraire Ancrages.
En 2021, ses films font l'objet d'une importante rétrospective à la Cinémathèque québécoise. Un dossier spécial de la revue de cinéma en ligne Hors Champ est publié en complément de cette présentation. Cette même année, l'Institut canadien du film lui consacre une monographie dirigée par Clint Enns et Stephen Broomer.
Ses films ont été distribués par Cinéma Libre et figurent aujourd'hui dans le catalogue de Light Cone.

## Travail artistique
Véritable incursion dans les profondeurs de la psyché humaine, les films de Louise Bourque abordent la mémoire, les traumatismes intergénérationnels et les traces du passé sur le présent. Empreints de mélancolie et de nostalgie, son œuvre révèle l'affrontement de l'aliénation et de la tendresse à travers les non-dits de l'espace familial.
Le cinéaste et historien Stephen Broomer identifie trois corpus formels dans la carrière de Louise Bourque : les psychodrames expérimentaux , les œuvres abstraites et les autoportraits. Au cours de la décennie 1990, Louise Bourque repousse les limites du format 16 mm en expérimentant avec différents procédés plastiques qui donneront lieu à des réalisations abstraites telles que Imprint (1997), Fissures (1999), L'éclat du mal / The Bleeding Heart of It (2005), Jours en fleurs (2003) et Remains (2011). Que ce soit par des procédés chimiques, mécaniques ou mémoriels, son travail a toujours joué avec ce qui relève de l'invisible.
La maison y est figure récurrente : elle incarne une limite entre l'espace extérieur et intérieur, entre le public et le privé, et la division genrée qui s'y opère. Possédée, enflammée, condamnée, cette maison représente un espace de drame et de trauma tant personnel que social, résultant de l'emprise de la religion catholique sur l'éducation de l'artiste,. L'artiste elle-même dit qu'elle aborde « l'habitation en tant que soi [the dwelling as self]».

### Film-matière
Les films de Louise Bourque frappent par leur matérialité. Les manipulations directes à la tireuse optique, le réemploi de films de famille, les techniques de développement manuelles et les expérimentations matérielles sur la pellicule (perforations, désagrégations, brûlures, déchirures, collages, enfouissement sous terre, incubation dans du sang menstruel) font partie intégrante de sa démarche artistique,,. Le processus choisit pour chaque film contribue au propos de l’œuvre, au même titre que le sujet représenté. En abordant le film comme matière plastique, Louise Bourque se réapproprie son récit personnel et le manipule directement. Avec une attention particulière portée à la mécanique de l'image, elle fait entrer des éléments normalement cachés du dispositif cinématographique à l'intérieur du cadre de la projection.

### Réemploi
Fille du Dr Jean Clarence Bourque, elle hérite de nombreux films de famille réalisés par son père entre 1955 et 1966 grâce à une caméra 8 mm. Ces petits films amateurs, qui documentent le quotidien de la famille Bourque à partir du regard paternel, lui servent de point d'entrée pour plonger dans la dynamique familiale traditionnelle. La récupération de chutes de films, c'est-à-dire des portions qui ont été manuellement coupées lors du montage, constitue un autre mode de réemploi dans sa pratique. À ce titre, en 2011, elle réalise Remains à partir des chutes de son précédent film The People in the House. Cette méthode lui permet de travailler avec la matière résiduelle de ses films pour montrer ce qui se trouve en marge de l'image. De la même façon, elle revient sur le matériel de Imprint (1997) à travers la production de L'éclat du mal / The Bleeding Heart of It (2005).

### Autoreprésentation
Le parcours personnel de l'artiste et les lieux qu'elle habite se reflètent dans ses réalisations. En effet, Louise Bourque transforme des éléments de sa vie personnelle en thèmes universels : la maison familiale, la maladie et la rupture amoureuse sont autant d'expériences intimes qu'elle dévoile afin de susciter une réponse affective chez la spectatrice,,. Ses deux films autoportraits, Self Portrait Post Mortem (2002) et Auto Portrait/Self Portrait Post Partum (2013), sont partie prenante d'un processus de guérison. À travers le médium du film, elle donne forme à une douleur interne qui, soumise à ses interventions plastiques, se désagrège, de manière à pouvoir être apprivoisée comme ruine.

## Filmographie

### Films et vidéos
- 2022 : Bye Bye Now, 16 mm numérisé en DV et 35 mm, couleur, son, 9.5 min
- 2013 : Auto Portrait/Self Portrait Post Partum, 35 mm, couleur, son, 13.5 min
- 2011 : a little prayer (H-E-L-P), 35 mm, noir et blanc, son, 8 min
- 2011 : The Visitation, miniDV, couleur, son, 3 min
- 2011 : Remains, 16mm numérisé en DV, couleur, son, 5 min
- 2005 : L'éclat du mal / The Bleeding Heart of It, 35 mm, couleur, son, 8 min
- 2003 : Jours en fleurs, 35 mm, couleur, son, 4.5 min
- 2002 : Self Portrait Post Mortem, 35 mm, couleur, son, 2.5 min
- 2000 : Going Back Home, 35 mm, couleur, son, 30 sec
- 1999 : Fissures, 16 mm, couleur, son, 2.5 min
- 1997 : Imprint, 16 mm, couleur, son, 14 min
- 1994 : The People in the House, 16 mm, couleur, son, 22 min
- 1991: Just Words, 16 mm, couleur, son, 10 min
- 1989 : Jolicœur Touriste, 16 mm, couleur, 10 min

### Collaborations
- 2005 : The Producer, DV, couleur, son, 17 min. Avec Joe Gibbons et Tony Conrad
- 2005 : Down and Out in Buffalo. Avec Joe Gibbons et Tony Conrad
- 2005 : Rooftop Song, DV, couleur, son, 3 min. Avec Joe Gibbons et Tony Conrad
- 1985 : La Noce de Los Tiempos, Portapak, couleur, son, 10 min. Avec Daniel Dugas et Jean-Pierre Morin

### Installations
- 2013 : En passant | In Passing, installation audiovisuelle interactive, avec Joe Gibbons
- 2012 : À fleur de peau | Foresight Flowers, installation vidéo à six canaux
- 2005 : Going Back Home Again, installation 16 mm

## Distinctions

### Récompenses
- 1995 : Prix du meilleur film expérimental (The People in the House), Festival international du film d'Uppsala, Suède
- 1995 : Prix spécial du jury (The People in the House), Festival du film de Yorkton, Saskatchewan
- 1990 : Schwartz Publishing Award pour le meilleur court métrage expérimental (Jolicœur Touriste), 39e Festival international du film de Melbourne, Australie

### Nominations et sélections
- 1990 : Mention honorable (Jolicœur Touriste), Festival canadien international du film d'art, Ontario
- 1991 : Mention honorable (Just Words), Onion City Experimental Film Festival, Chicago
- 1997 : Présentation solo, Ann Arbor Film Festival, Michigan
- 1999 : Film d'ouverture, Festival Impakt, Utrecht, Pays-Bas